# Milton (Delaware)
|  | Dieser Artikel wurde aufgrund von inhaltlichen Mängeln auf der Qualitätssicherungsseite des Projektes USA eingetragen. Hilf mit, die Qualität dieses Artikels auf ein akzeptables Niveau zu bringen, und beteilige dich an der Diskussion! Eine nähere Beschreibung der zu behebenden Mängel fehlt. |

Milton ist eine kleine Stadt im Sussex County im US-Bundesstaat Delaware, Vereinigte Staaten. Das U.S. Census Bureau hat bei der Volkszählung 2020 eine Einwohnerzahl von 3.291 ermittelt.
Die geographischen Koordinaten sind: 38,78° Nord, 75,31° West. Das Stadtgebiet hat eine Größe von 3,0 km².

## Söhne und Töchter von Milton
- David Hazzard (1781–1864), Gouverneur von Delaware
- James Ponder (1819–1897), Gouverneur von Delaware
- Joseph Maull Carey (1845–1924), Jurist und Politiker
- Robert G. Houston (1867–1946), Verleger, Rechtsanwalt, Politiker
- Bryan Stevenson (* 1959), Jurist und Bürgerrechtler